# Tout ou rien (film, 2004)
Pour les articles homonymes, voir Tout ou rien (homonymie).
Pour plus de détails, voir Fiche technique et Distribution.
Tout ou rien (Strange Bedfellows) est un film australien réalisé par Dean Murphy, sorti en 2004. 

## Fiche technique
- Titre : Tout ou rien
- Titre original : Strange Bedfellows
- Réalisation : Dean Murphy
- Scénario : Dean Murphy et Stewart Faichney, sur une idée originale Sally Plant et Dean Murphy
- Musique : Dale Cornelius
- Photographie : Roger Lanser et Sean McClory
- Montage : Peter Carrodus
- Production : Nigel Odell
- Société de production : Instinct Entertainment
- Pays :  Australie
- Genre : Comédie
- Durée : 100 minutes
- Dates de sortie : 
  -  Australie : 22 avril 2004

## Distribution
- Michael Caton : Ralph Williams
- Paul Hogan : Vince Hopgood
- Alan Cassell : Stan Rogers
- Stewart Faichney : le sergent Jack Jenkins
- Pete Postlethwaite : Russell McKenzie
- Paula Duncan : Yvonne Philpot
- Roy Billing : Fred Coulson
- Jamie Robertson : Carbo
- Kevin Dee : Hughie
- Simon Paton : Red
- Shane Withington : le père Xavier Delaney
- Kestie Morassi : Carla
- Glynn Nicholas : Eric
- Linda Adams : Mme. Nankervis
- Rob Carlton : Monique
- Myles Collins : Justin
- Justin Rudzki : le petit ami de Justin
- Tayler Kane : Anthony
- Tim Hughes : Neil